# Affari vos
Affari vos est une encyclique de Léon XIII adressée à l'épiscopat canadien le 8 décembre 1897 sur la question des écoles du Manitoba. Le titre latin de cette encyclique signifie En vous adressant.
Le pape commence en rappelant l'ardeur religieuse de ses frères évêques, et spécialement celle de François de Laval, vicaire apostolique de la Nouvelle-France. Il félicite ses confrères canadiens pour la qualité de l'éducation catholique dans le pays, notamment à l'Université Laval.
Léon XIII écrit qu'il suit avec autant d'intérêt l'actualité législative du Manitoba. Cette province avait en effet promulgué une loi qui abolissait les écoles catholiques de langue française.
L'avis pontifical est que cela est une mauvaise loi et que les catholiques doivent continuer à exiger une formation qui soit en harmonie avec l'instruction scientifique et les besoins de la communauté.
Le pape affirme que les choix scolaires relèvent des familles au lieu de relever de l'État. Il reconnaît également le caractère imparfait du compromis Laurier-Greenway.
L'encyclique se conclut par un appel au respect et à l'unité. Une bénédiction apostolique (en) est adressée aux évêques, au bas-clergé et aux ouailles du Canada

## Citation
« L'acte d'union à la Confédération avait assuré aux enfants catholiques le droit d'être élevés dans des écoles publiques selon les prescriptions de leur conscience : or, ce droit, le parlement du Manitoba l'a aboli par une loi contraire. C'est une loi nuisible. Car il ne saurait être permis à nos enfants d'aller demander le bienfait de l'instruction à des écoles qui ignorent la religion catholique ou qui la combattent positivement, à des écoles où sa doctrine est méprisée, et ses principes fondamentaux répudiés. »